# 生態農業

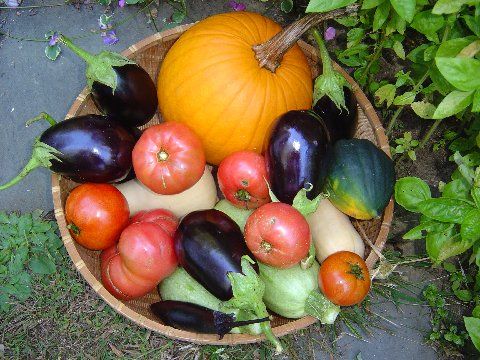

生態農業，是將符合生態運作的方式運用在農業生產系統裡面的一種研究。生態農業英文是「Agroecology」， agro- 這個字首代表的就是農業。使用生態學的原則來處理農業生態系統（agroecosystem）為農業經營提供了一個全新的思考方法。這個詞所指涉的意義通常不是十分精確，有些時候他也可以意味著「一種科學、運動或者實踐」。生態農業實踐者研究各種生態農業系統以及生態農業場域，但不盡然一定跟某種特定的方法有關，無論是有機農業、整合式農業或慣行農業，集約或粗放的農業，儘管它與前面提到的農業系統有非常多共同的思考與原則。

## 生態策略
農業生態學家不會一味反對農業中的技術或投入，而是評估如何，何時以及如果技術可以與自然，社會和人力資產結合使用。農業生態學提出了研究農業生態系統的情境或地點特定方式，因此，它認識到，沒有一個通用的公式或配方為農業生態系統的成功和最大的福祉。因此，某些管理實踐沒有定義農業生態學，例如使用生物防治取代殺蟲劑或多種養殖取代單一栽培。
相反，農業生態學家可以研究與農業生態系統的四個系統特性相關的問題：生態系統生產力、生態穩定性、可持續性和公平性。與僅涉及這些屬性中的一個或一些的學科相反，農業生態學家將所有四個屬性看作互相關聯的並且是農業生態系統成功的組成部分。認識到這些屬性是在不同的空間尺度上發現的，農業生態學家不限於在任何一個尺度上對農業生態系統的研究。
農業生態學家通過跨學科的透鏡研究這四個屬性，使用自然科學來了解農業生態系統的元素，如土壤性質和植物-昆蟲的相互作用，以及使用社會科學了解農業實踐對農村社區的影響，經濟制約生產方法或決定耕作方式的文化因素。

## 方法
農業生態學家並不是總是同意農業生態學是什麼或應該是長期的。對農業生態學術語的不同定義可以主要通過定義術語生態學的特異性以及該術語的潛在政治內涵來區分。因此，農業生態學的定義可以首先根據它們定位農業的具體背景進行分組。
農業生態學被OECD定義為農業作物與環境關係的研究。這個定義將農業生態學的生態學部分稱為自然環境。根據這一定義，農業生態學家將研究農業與土壤健康、水質、空氣質量，中動植物和微動物群、周圍植物群、環境毒素和其他環境背景的各種關係。
該詞的一個更常見的定義可以取自Dalgaard等人，他們將農業生態學稱為農業系統中植物、動物、人類和環境之間的相互作用的研究。因此，農業生態本質上是多學科的，包括農學、生態、社會學、經濟學和相關學科的因素。在這種情況下，農業生態學的生態學部分被廣義地定義為包括社會、文化和經濟背景。弗朗西斯等人也以同樣的方式擴大了定義，但更加強調食物的概念系統。

### 農業人口生態學
這種方法來源於主要基於種群生態學的生態科學，它在過去三十年已經取代了 Odum的生態系統生物學。 Buttel解釋了這兩個類別之間的主要區別，說“人口生態學對農業生態學的應用涉及不僅從其構成物種population dynamics的角度分析農業生態系統，以及它們與氣候和生物地球化學，而且還強調了遺傳學的作用。

### 包容性農業生態學
在這裡，自然生態和農業生態是生態學的主要標題。 自然生態學是對生物體的研究，因為它們與自然環境相互作用。 相對，農業生態學是土地利用科學的基礎。在這裡，人類是計劃和管理的，主要是陸地環境中的生物的主要控制力。
自然生態學和農業生態學為其各自的科學提供了理論基礎。這些理論基礎重疊但在主要方面不同。經濟學在自然生態系統的功能中沒有作用，而經濟學在農業生態學中設定方向和目的。
在農業生態學下是三個土地利用科學農業、林業和農林業。雖然這些以不同的方式使用其植物組件，但它們具有相同的理論核心。
除此之外，土地利用科學進一步細分。副標題包括農學、有機耕作、傳統農業、永久耕作和造林。在這個細分系統中，農業生態學在哲學上是中立的。重要的是提供迄今缺乏土地利用科學的理論基礎。這允許在生物複合農業生態系統中取得進展，包括林業和農林業的多品種種植園。

## 應用
為了達到關於特定耕作方式的觀點，農業生態學家將首先設法了解農場所涉及的背景。每個農場、每個農民可能有自己的關於農業努力的意義的前提，這些意義可能不同於農業生態學家的意思。一般來說，農民尋求在多個背景下可行的配置，例如家庭、金融、技術、政治、後勤、市場、環境、精神。農民想要了解那些尋求生計從植物和動物增加的行為，承認運行農場所需的組織和規劃。

### 關於有機和非有機牛奶生產的觀點
因為有機農業宣稱要維持土壤、生態系統和人民的健康,它與農業生態學有很多共同點，這並不意味著農業生態學是有機農業的代名詞。此外，重要的是指出，有機標準在國家和認證機構之間存在很大差異。
農業生態學家將在農場看待的三個主要領域是：環境影響，動物福利問題和社會方面。
有機和非有機牛奶生產對環境的影響可能有很大差異。 對於這兩種情況，都有正面和負面的環境後果。
與常規的牛奶生產相比，有機牛奶生產傾向於每噸牛奶或每公頃農田具有更低的富營養化潛力，因為其潛在地減少了硝酸鹽的浸出（NO3−）和磷酸鹽（PO4−）。由於較低的施肥率。由於有機牛奶生產降低了農藥利用率，由於每公頃作物產量下降，它增加每噸牛奶的土地利用。
動物福利問題在奶牛場不同，並不一定與生產牛奶的方式（有機或常規）有關。
動物福利的一個關鍵組成部分是實現其天生（自然）行為的自由，這是有機農業的基本原則之一。此外，還有其他方面的動物福利要考慮-如免於飢餓、口渴、不適、傷害、恐懼、痛苦、疾病和疼痛。因為有機標準要求足夠的寢具；對板條地板面積的限制，反芻動物飲食中的最小飼料比例，並且傾向於限制牧場和在奶牛的住房，他們可能促進良好的腳和蹄的健康。與傳統乳牛相比，胎盤滯留、牛奶熱、皺胃排斥和其他疾病在有機體中的發生率較低。然而，有機管理豬群中寄生蟲的感染水平通常高於常規畜群。
乳製品企業的社會方面包括農民的生活質量，農業勞動力，農村和城市社區的生活質量，還包括公共衛生。
有機農場和非有機農場都可能對參與該食物鏈的所有不同人群生活質量產生好的和壞的影響。例如，勞動條件、勞動時間和勞動權利等問題不取決於農場的有機/無機特性；它們可以更多地與插入農場的社會經濟和文化情況相關。
關於公共衛生或食品安全的關注，有機食品旨在是健康，沒有污染和沒有可能導致人類疾病的藥劑。有機奶意味著對消費者沒有化學殘留，並且在有機食品生產中對抗生素和化學品的使用的限制具有實現這一目標的目的。雖然在有機和常規農業實踐中的奶牛可能暴露於病原體，但已經表明，由於抗生素不允許作為有機實踐中的預防措施，有機農場上的抗生素抗性病原體要少得多。當/如果它們是必需的，這顯著增加抗生素的功效。

### 關於免耕耕作的觀點
免耕耕作是保護性農業實踐的一個組成部分，被認為比完整的耕地更環保。 有一個普遍的共識是，免耕可以增加土壤作為碳彙的能力，特別是當與覆蓋作物結合時。
免耕能夠促進土壤中的有機物質和有機碳含量，儘管根據環境和作物情況，還存在有機物和有機碳土壤內容物免耕的無效效應的報告。此外，免耕通過減少化石燃料的使用可以間接地減少CO2 排放。
通過免耕害蟲提供的好處可能會導致更大的掠奪者，但這是控制害蟲（生物防治）的好方法，也可以促進作物本身的捕食。例如，在玉米作物中，毛蟲的捕食在免耕中可以比常規耕作田中更高。
在嚴寒的地方，未耕種的土壤可能需要更長時間在春天暖和和乾燥，這可能會延遲種植到不太理想的日期。要考慮的另一個因素是來自前一年作物的有機殘留物位於未耕田的表面上可以為病原體提供有利的環境，有助於增加將疾病傳播到未來作物的風險。由於免耕農業為病原體，昆蟲和雜草提供了良好的環境，它可能導致農民更多地使用化學品進行病蟲害防治。
然而，這些並不是關於土壤製備的唯一可能的選擇，因為有中間實踐，如剝離、覆蓋耕種和脊耕，所有這些都是免耕-分類為保護性耕作。

## 歷史

### 第二次世界大戰前
至少從1911年富蘭克林．希拉姆．金發表四十年農夫（Farmers of Forty Centuries）書籍時，有關作物生態學的概念和想法已經存在。金是一個先驅者，作為更定量的方法來表徵水關係和土壤物理性質的倡導者之一。在20世紀20年代後期，農業和生態學的合併嘗試隨著作物生態學領域的發展而誕生。 作物生態學的主要擔心是作物最好種植。
1928年第一次提到農業生態學這一術語，1928年出版了Bensin這個詞。 Tischler的書（1965），可能是第一個實際上名為農業生態學。 他分析了農業生態系統中的不同成分（植物，動物，土壤和氣候）及其相互作用以及人類農業管理對這些成分的影響。關於農業生態學的其他書籍，但沒有明確使用這一術語 由德國動物學家Friederichs（1930）與他的關於農業動物學和用於植物保護的相關生態/環境因素的書出版，以及美國作物生理學家Hansen在1939年使用該詞作為在農業中應用生態學的同義詞。

### 第二次世界大戰後
Gliessman提到，第二次世界大戰後，一群生態學家的科學家更加關注自然環境中的實驗，而農學家把他們的注意力集中在農業中的栽培系統。 根據 Gliessman，兩個小組保持研究和興趣分開，直到使用農業生態系統和農業生態學的概念的書和文章開始出現在1970年。Dalgaard 解釋了生態學校的不同觀點，以及作為農業生態發展基礎的根本區別。亨利·艾伦·格里森的早期生態學派調查了研究中的生物體層次水平的植物種群。

### 融合與生態
20世紀70年代後，當農藝學家看到生態學的價值，生態學家開始使用農業系統作為研究地塊，對農業生態學的研究越來越快。 Gliessman描述了Efraim Hernandez X教授的創新工作 在墨西哥基於本土知識系統開發研究，開啟了農業生態學教育計劃。 1977年，Efraim Hernandez X教授解釋說，當社會經濟因素成為糧食系統中唯一的驅動力時，現代農業系統失去了生態基礎。認識到社會經濟相互作用確實是任何農業生態系統的基本組成部分之一，1982年出現，由蒙塔爾多文章農業生態農業。作者認為，在設計農業實踐時，社會經濟背景不能與農業系統分離。
1995年 Edens et al。在可持續農業和綜合農業系統中鞏固了這一想法，證明了他的觀點，專門針對系統的經濟學、生態影響、以及農業的倫理和價值觀。實際上，1985年最終成為新學科的富有創造力的一年。例如在同一年，Miguel Altieri綜合了養殖場的整合，以及種植系統影響了有害生物種群。此外，Gliessman 強調，社會經濟、技術和生態組成部分促使生產者選擇食品生產系統。 這些先驅的農業生態學家已經幫助構建了我們今天考慮的跨學科農業生態領域的基礎，並導致了一些農業系統的進步。 例如，在亞洲稻中，通過在稻田旁邊生長開花作物而使作物多樣化最近已被證明能有效地減少害蟲（通過花蜜吸引和支持寄生蟲和捕食者），殺蟲劑噴灑減少70％，產量增加 減少5％，共同帶來7.5％的經濟優勢。(Gurr et al., 2016) （页面存档备份，存于）.

## 進一步閱讀
- Altieri, M.A. 1987. Agroecology: the scientific basis of alternative agriculture. Boulder: Westview Press.
- Altieri, M.A. 1992. Agroecological foundations of alternative agriculture in California. Agriculture, Ecosystems and Environment 39: 23-53.
- Buttel, F.H. and M.E. Gertler 1982. Agricultural structure, agricultural policy and environmental quality. Agriculture and Environment 7: 101-119.
- Carrol, C. R., J.H. Vandermeer and P.M. Rosset. 1990. Agroecology. McGraw Hill Publishing Company, New York.
- Paoletti, M.G., B.R. Stinner, and G.G. Lorenzoni, ed. Agricultural Ecology and Environment. New York: Elsevier Science Publisher B.V., 1989.
- Robertson, Philip, and Scott M Swinton. "Reconciling agricultural productivity and environmental integrity: a grand challenge for agriculture." Frontiers in Ecology and the Environment 3.1 (2005): 38-46.
- Savory, Allan; Jody Butterfield.  2nd. Washington, D.C.: Island Press. 1998-12-01 [1988]. ISBN 1-55963-487-1.
- . Yellow Springs,Ohio 45387: The Community Solution.
- Vandermeer, J. 1995. The ecological basis of alternative agriculture. Annu. Rev. Ecol. Syst. 26: 201-224
- Wojtkowski, P.A. 2002. Agroecological perspectives in agronomy, forestry and agroforestry. Science Publishers Inc., Enfield, New Hampshire.

 農業生態學系列叢書 
- Soil Organic Matter in Sustainable Agriculture (Advances in Agroecology) by Fred Magdoff and Ray R. Weil (Hardcover - May 27, 2004)
- Agroforestry in Sustainable Agricultural Systems (Advances in Agroecology) by Louise E. Buck, James P. Lassoie, and Erick C.M. Fernandes (Hardcover - Oct 1, 1998)
- Agroecosystem Sustainability: Developing Practical Strategies (Advances in Agroecology) by Stephen R. Gliessman (Hardcover - Sep 25, 2000)
- Interactions Between Agroecosystems and Rural Communities (Advances in Agroecology) by Cornelia Flora (Hardcover - Feb 5, 2001)
- Landscape Ecology in Agroecosystems Management (Advances in Agroecology) by Lech Ryszkowski (Hardcover - Dec 27, 2001)
- Integrated Assessment of Health and Sustainability of Agroecosystems (Advances in Agroecology) by Thomas Gitau, Margaret W. Gitau, David Waltner-ToewsClive A. Edwards June 2008 | Hardback: 978-1-4200-7277-8 (CRC Press （页面存档备份，存于）)
- Multi-Scale Integrated Analysis of Agroecosystems (Advances in Agroecology) by Mario Giampietro 2003 | Hardback: 978-0-8493-1067-6 (CRC Press)
- Soil Tillage in Agroecosystems (Advances in Agroecology) edited by Adel El Titi 2002 | Hardback: 978-0-8493-1228-1 (CRC Press)
- Tropical Agroecosystems (Advances in Agroecology) edited by John H. Vandermeer 2002 | Hardback: 978-0-8493-1581-7 (CRC Press)
- Structure and Function in Agroecosystem Design and Management (Advances in Agroecology) edited by Masae Shiyomi, Hiroshi Koizumi 2001 | Hardback: 978-0-8493-0904-5 (CRC Press)
- Biodiversity in Agroecosystems (Advances in Agroecology) edited by Wanda W. Collins, Calvin O. Qualset 1998 | Hardback: 978-1-56670-290-4 (CRC Press)
- Sustainable Agroecosystem Management: Integrating Ecology, Economics and Society. (Advances in Agroecology) edited by Patrick J. Bohlen and Gar House 2009 | Hardback: 978-1-4200-5214-5 (CRC Press)

## 外部連結
- Agroecology in action
- Agroecology
- International Agroecology Action Network
- University of Wisconsin–Madison （页面存档备份，存于）
- Montpellier, France （页面存档备份，存于）
- University of Illinois at Urbana-Champaign （页面存档备份，存于）
- Penn State （页面存档备份，存于）
- European Master Agroecology（页面存档备份，存于）
- Norwegian University of Life Sciences （页面存档备份，存于）
- UC Santa Cruz Center for Agroecology & Sustainable Food Systems （页面存档备份，存于）
- Spain（页面存档备份，存于）
- Village Earth (online course)